# Vangelo copto degli Egiziani
Vangelo copto degli Egiziani o Santo libro del grande Spirito invisibile è un vangelo gnostico scritto in lingua copta tra il III e il IV secolo. 
Descrive Gesù come incarnazione di Set per liberare le anime divine dalla prigionia della carne.
Ritenuto perduto, ne sono state ritrovate due versioni nei Codici di Nag Hammadi nel 1945.
Non va confuso con un altro vangelo apocrifo di matrice gnostica andato perduto, il Vangelo greco degli Egiziani.